# Qalansawe
Qalansawe of Qalansuwa (Hebreeuws: קַלַנְסֻוָה, Arabisch: قلنسوة, letterlijk “tulband”) is een hoofdzakelijk door Palestijnse Israëliërs bewoonde stad in het Israëlische district Centrum. De stad ligt in de zogeheten Driehoek, een cluster van Palestijns-Israëlische dorpen en steden nabij de Groene Lijn.

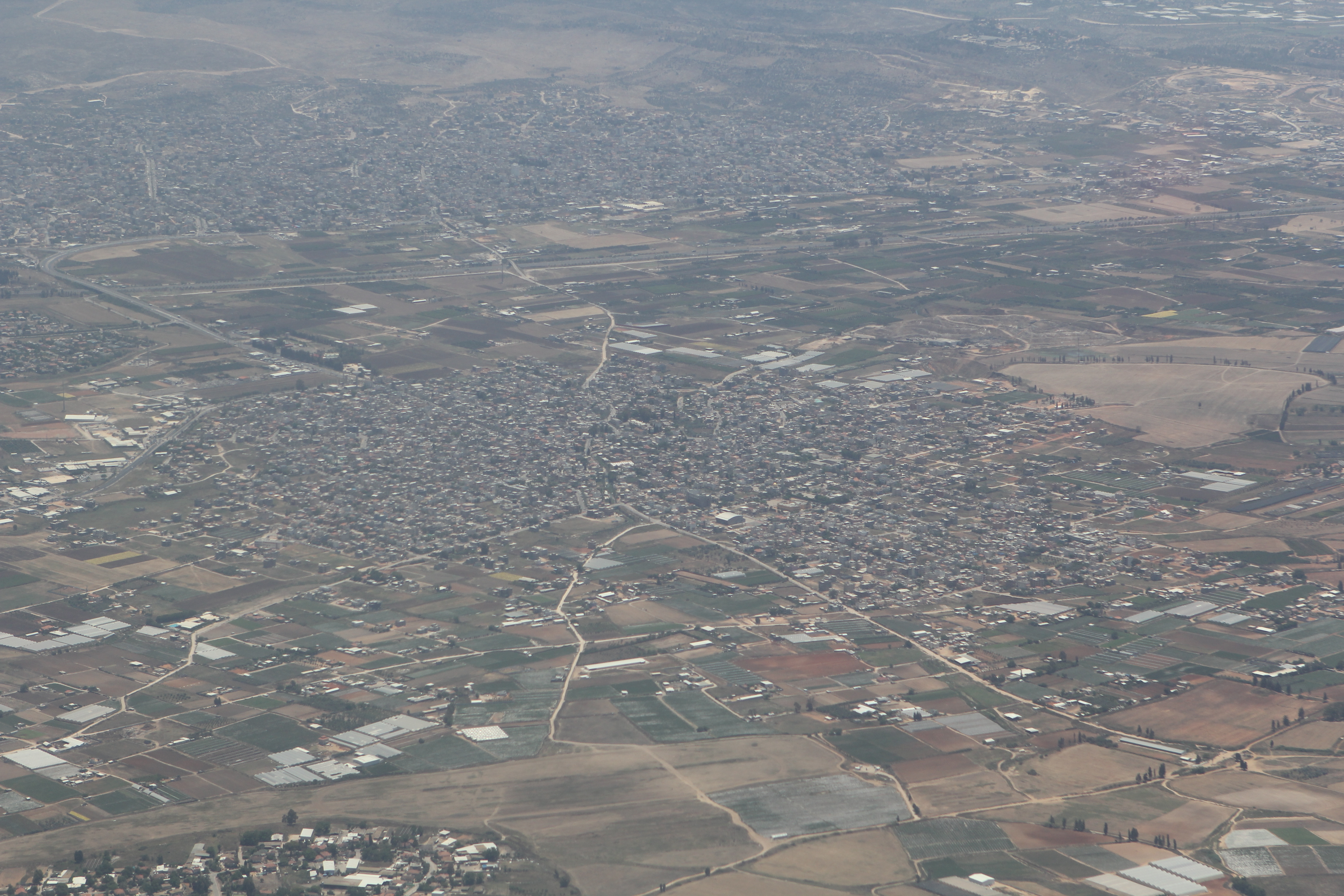
Luchtfoto van Qalansawe uit 2013

## Geschiedenis
Van de 9e eeuw tot aan de kruistochten was Qalansawe een stopplek op de route van Caïro naar Damascus, tussen Lajjun en Ramla. Gedurende de kruistochten stond het dorp bekend onder de namen Calanson, Calansue, Calanzon of Kalensue. In Qalansawe werd een kruisvaardersfort gebouwd, waarvan de overblijfselen heden ten dage nog bestaan.

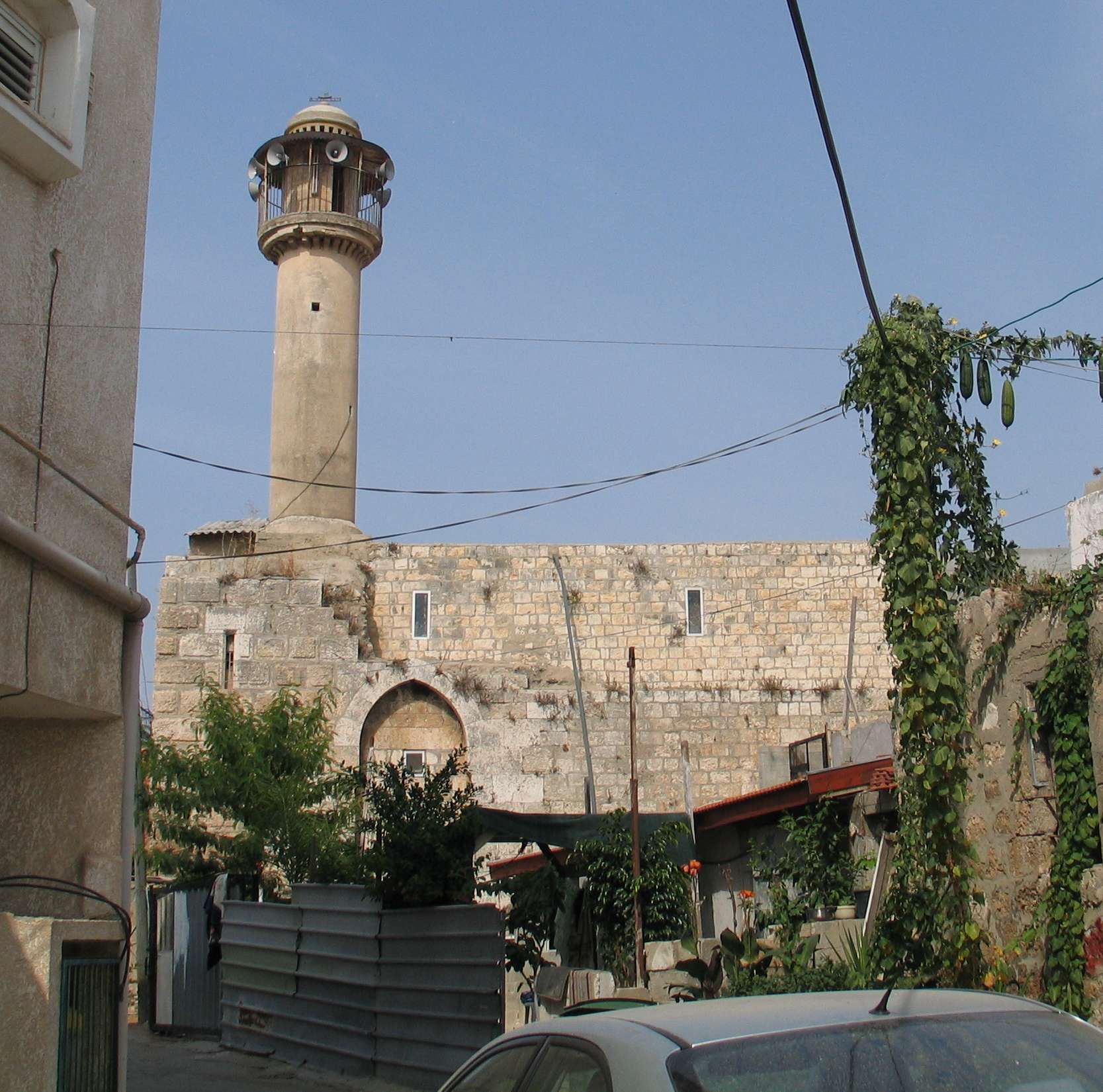
Een moskee gebouwd op een kruisvaardersruïne in Qalansawe

Sinds de Arabisch-Israëlische Oorlog van 1948 ligt Qalansawe in Israël.

## Demografie
In 2016 bedroeg het inwonertal van Qalansawe 21.893.
In 2001 bestond de bevolking uit Palestijns-Israëlische moslims. De bevolking was gemiddeld jong, met een percentage 65-plussers van 2,2%.

## Gemeenteplan jaren '70 goedgekeurd in...2017
In 2020 publiceerde de NGO Human Rights Watch het rapport Israël, discriminerende grondpolitiek snoert Palestijnen in waarin het drie casestudies geeft van Palestijnse stadjes in Israël, waaronder Qalansawe. Beschreven wordt hoe het er gesteld is met de infrastructuur. Met name de woningnood, de zonering en regionale of bovenregionale infrastructurele werken (waterleiding, elektriciteitskabels plus erbij horende sloop van woningen, verbod om te bouwen langs riviertje) waar de inwoners mee werden en worden geconfronteerd. Doorgaans worden Palestijnse gemeenten omgeven door joodse gemeenten (met toelatingseisen) of autowegen, groene zones of industriële zones. De Israëlische autoriteiten hebben voor het eerst een plan voor de gemeente Qalansawe goedgekeurd in 2017. Veel mensen zitten in angst omdat ze hebben gebouwd zonder permissie, omdat ze verwachtten die niet te krijgen. Als iemand  bijvoorbeeld land bezit dat zich bevindt in een zone die voor landbouw bestemd is, mag diegene er geen boerderij opzetten. Herzoneren zou uniek zijn (niet in de naburige moshav ) . Maar men moet toch ergens wonen. Goedgekeurd in 2017, maar nog geen werkelijkheid...
.